# Shelly-Ann Fraser-Pryce
Shelly-Ann Fraser-Pryce, jamajška atletinja, * 27. december 1986, Kingston, Jamajka.
Nastopila je na olimpijskih igrah v letih 2008, 2012 in 2016, v letih 2008 in 2012 je osvojila naslov olimpijske prvakinje v teku na 100 m, ob tem dve srebrni medalji v štafeti 4×100 m in eno v teku na 200 m ter bronasto medaljo v teku na 100 m. Na svetovnih prvenstvih je osvojila tri naslove prvakinje v teku na 100 m, dva v štafeti 4x100 m in enega v teku na 200 m ter dve srebrni medalji v štafeti 4×100 m. Na svetovnih dvoranskih prvenstvih je osvojila naslov prvakinje v teku na 60 m leta 2014. Leta 2010 je prejela šestmesečno prepoved nastopanja zaradi dopinga.